# HJB
HJB is een lied van de Nederlandse zangeres Emma Heesters en Maks, hiphopalias van radio-dj Max Bolhuis. Het werd in 2023 als single uitgebracht.

## Achtergrond
HJB is geschreven door Sophia Ayana, Max Bolhuis, Carlos Vrolijk en Jihad Rahmouni en geproduceerd door Project Money en Rock-A-Tune. Het is een nummer uit het genre nederpop. De titel van het lied is een afkorting van de uitroep "hou je bek". In het lied zingen en rappen de artiesten over een persoon die met de liedverteller blijft praten, terwijl zij vindt dat hij gewoon zijn mond moet houden en met haar het bed in gaat duiken. 

## Hitnoteringen
De artiesten hadden bescheiden succes met het lied in Nederland. Het piekte op de 50e plaats van de Single Top 100 en stond twaalf weken in deze hitlijst. De Top 40 werd niet bereikt; het lied bleef steken op de negende plaats van de Tipparade.